# Sanfins (Valença)
Sanfins é uma povoação portuguesa do Município de Valença que foi sede da extinta Freguesia de Sanfins, freguesia que tinha 8,50 km² de área e 163 habitantes (2011), e, por isso, uma densidade populacional de 19,2 hab/km².
A Freguesia de Sanfins foi extinta em 2013, no âmbito de uma reforma administrativa nacional, tendo sido agregada à Freguesias de Gondomil para formar uma nova freguesia denominada União das Freguesias de Gondomil e Sanfins.
Sanfins foi sede do couto de Sanfins entre 1134 e o início do século XIX. Este território era constituído pelas freguesias de Boivão, Friestas, Gondomil, Sanfins e Verdoejo. Tinha, em 1801, 1 874 habitantes.

## População
| População da freguesia de Sanfins | População da freguesia de Sanfins | População da freguesia de Sanfins | População da freguesia de Sanfins | População da freguesia de Sanfins | População da freguesia de Sanfins | População da freguesia de Sanfins | População da freguesia de Sanfins | População da freguesia de Sanfins | População da freguesia de Sanfins | População da freguesia de Sanfins | População da freguesia de Sanfins | População da freguesia de Sanfins | População da freguesia de Sanfins | População da freguesia de Sanfins |
| --------------------------------- | --------------------------------- | --------------------------------- | --------------------------------- | --------------------------------- | --------------------------------- | --------------------------------- | --------------------------------- | --------------------------------- | --------------------------------- | --------------------------------- | --------------------------------- | --------------------------------- | --------------------------------- | --------------------------------- |
| 1864                              | 1878                              | 1890                              | 1900                              | 1911                              | 1920                              | 1930                              | 1940                              | 1950                              | 1960                              | 1970                              | 1981                              | 1991                              | 2001                              | 2011                              |
| 354                               | 384                               | 391                               | 376                               | 375                               | 368                               | 382                               | 431                               | 434                               | 353                               | 272                               | 238                               | 183                               | 154                               | 163                               |

| Distribuição da População por Grupos Etários | Distribuição da População por Grupos Etários | Distribuição da População por Grupos Etários | Distribuição da População por Grupos Etários | Distribuição da População por Grupos Etários | Distribuição da População por Grupos Etários | Distribuição da População por Grupos Etários | Distribuição da População por Grupos Etários | Distribuição da População por Grupos Etários | Distribuição da População por Grupos Etários |
| -------------------------------------------- | -------------------------------------------- | -------------------------------------------- | -------------------------------------------- | -------------------------------------------- | -------------------------------------------- | -------------------------------------------- | -------------------------------------------- | -------------------------------------------- | -------------------------------------------- |
| Ano                                          | 0-14 Anos                                    | 15-24 Anos                                   | 25-64 Anos                                   | > 65 Anos                                    |                                              | 0-14 Anos                                    | 15-24 Anos                                   | 25-64 Anos                                   | > 65 Anos                                    |
| 2001                                         | 19                                           | 17                                           | 78                                           | 40                                           |                                              | 12,3%                                        | 11,0%                                        | 50,6%                                        | 26,0%                                        |
| 2011                                         | 29                                           | 14                                           | 80                                           | 40                                           |                                              | 17,8%                                        | 8,6%                                         | 49,1%                                        | 24,5%                                        |

## Património
- Igreja de São Fins de Friestas